# Zencsi zennó
A Zencsi zennó (全知全能, ’Mindentudó mindenható’) a Polkadot Stingray japán rockegyüttes bemutatkozó stúdióalbuma, mely 2017. november 8-án jelent meg a Universal Sigma gondozásában. A lemezt 2017. július 13-án a Tokyo Kinema Club színpadán jelentették be. 2017 februárjában és márciusában a Polkadot Stingray 2018 Tour: Zencsi zennó (ポルカドットスティングレイ「2018 TOUR 全知全能」) elnevezésű koncertsorozattal népszerűsítették, amely során Japán tizennégy nagyvárosában turnéztak. Az album volt a zenekar első olyan kiadványa, amely többféle verzióban is megjelent; a normál kiadáson felül két korlátozott példányszámú változat is megjelent, az egyikhez a Hadzsimete no bóken (はじめてのぼうけん) című animációs rövidfilmet, míg a másodikhoz egy a graniph által tervezett pólót mellékeltek. A lemez újra felvett formában tartalmazza a korábban megjelent Honenuki E.P. és a Dai szeigi középlemezek több dalát is. Az albumról a Rem és a Surrender című dalok kaptak videóklipet. A Remet a  Suntory szponzorálta, míg a Blue-hoz a Mizuho Financial Group forgatott promóciós videót. Az album Surrender című dala a Twenty Three Seven videójáték imázsdala volt, a Short Short pedig egy japán PlayStation 4-reklámban szerepelt.
A lemezből megjelenésének hetében 16 900 lemezes példányt adtak el, így az az Oricon heti albumlistájának hatodik helyén nyitott. 2018. január 14-ig 24 522 lemezes példányt adtak el a kiadványból.

## Számlista
Az összes szám szerzője Sizuku. 
| CD (UMCK–1622) | CD (UMCK–1622) | CD (UMCK–1622)    | CD (UMCK–1622) | CD (UMCK–1622) | CD (UMCK–1622) | CD (UMCK–1622) | CD (UMCK–1622) | CD (UMCK–1622) | CD (UMCK–1622) |
| #              | Cím | Hangszerelő       | Hossz          |                |                |                |                |                |                |
| -------------- | --- | ----------------- | -------------- | -------------- | -------------- | -------------- | -------------- | -------------- | -------------- |
| 1.             | Telecaster Stripe (Zencsi zennó Ver.) (テレキャスター・ストライプ（全知全能 Ver.）)                                  | Polkadot Stingray | 3:52           |                |                |                |                |                |                |
| 2.             | Blue | Polkadot Stingray | 2:12           |                |                |                |                |                |                |
| 3.             | Ningjó (Zencsi zennó Ver.) (人魚（全知全能Ver.）)                                                                    | Polkadot Stingray | 3:37           |                |                |                |                |                |                |
| 4.             | Fleming (フレミング)                                                                                                 | Polkadot Stingray | 4:03           |                |                |                |                |                |                |
| 5.             | Electric Public (Zencsi zennó Ver.) (エレクトリック・パブリック（全知全能 Ver.）)                                    | Polkadot Stingray | 3:37           |                |                |                |                |                |                |
| 6.             | Surrender (サレンダー)                                                                                               | Polkadot Stingray | 3:29           |                |                |                |                |                |                |
| 7.             | Joake no Orange (Zencsi zennó Ver.) (夜明けのオレンジ（全知全能 Ver.）)                                              | Polkadot Stingray | 3:24           |                |                |                |                |                |                |
| 8.             | Kao mo oboetenai (顔も覚えてない)                                                                                    | Polkadot Stingray | 3:16           |                |                |                |                |                |                |
| 9.             | Jet Lag (ジェット・ラグ)                                                                                             | Polkadot Stingray | 3:03           |                |                |                |                |                |                |
| 10.            | Synchronisica (Zencsi zennó Ver.) (シンクロニシカ（全知全能 Ver.）)                                                  | Polkadot Stingray | 4:39           |                |                |                |                |                |                |
| 11.            | Gokuraku-tó (極楽灯)                                                                                                 | Polkadot Stingray | 4:43           |                |                |                |                |                |                |
| 12.            | Short Short (ショートショート)                                                                                       | Polkadot Stingray | 4:12           |                |                |                |                |                |                |
| 13.            | Rem (レム) | Polkadot Stingray | 4:43           |                |                |                |                |                |                |
| 14.            | Polkadot Stingray (Zencsi zennó Ver.) (ポルカドット・スティングレイ（全知全能 Ver.） (bónuszdal a lemezes kiadáson)) | Polkadot Stingray | 4:43           |                |                |                |                |                |                |
| 48:56          | |                   |                |                |                |                |                |                |                |

| DVD (UMCK–9996) | DVD (UMCK–9996)                                                                     | DVD (UMCK–9996) | DVD (UMCK–9996) | DVD (UMCK–9996) | DVD (UMCK–9996) | DVD (UMCK–9996) | DVD (UMCK–9996) | DVD (UMCK–9996) | DVD (UMCK–9996) |
| #               | Cím                                                                                 | Hossz           |                 |                 |                 |                 |                 |                 |                 |
| --------------- | ----------------------------------------------------------------------------------- | --------------- | --------------- | --------------- | --------------- | --------------- | --------------- | --------------- | --------------- |
| 1.              | Animation Movie: Hadzsimete no bóken (アニメーションムービー『はじめてのぼうけん』) | 5:34            |                 |                 |                 |                 |                 |                 |                 |
| 5:34            |                                                                                     |                 |                 |                 |                 |                 |                 |                 |                 |